# Stellarium
Stellarium – wolny i darmowy astronomiczny program komputerowy na licencji GPL, służący do realistycznej symulacji wyglądu gwiezdnego nieba. Wykorzystuje bibliotekę OpenGL. Charakteryzuje się dopracowaniem strony graficznej aplikacji. Pracuje pod systemami GNU/Linux, BSD, Windows oraz macOS.
Najważniejsze funkcje programu:
- baza danych zawierająca ponad 600 000 gwiazd oraz planety Układu Słonecznego i ich największe księżyce,
- możliwość ściągnięcia dodatkowej bazy danych z ponad 210 milionami gwiazd,
- odwzorowanie otoczenia, zjawisk atmosferycznych (np. mgły), wschodów i zachodów Słońca oraz zaćmień,
- różne metody projekcji obrazu (standardowa i „szeroki kąt widzenia”),
- możliwość ustalenia miejsca obserwacji, zarówno na Ziemi, jak i na innych ciałach Układu Słonecznego,
- opcja wyświetlania artystycznych interpretacji gwiazdozbiorów,
- baza gwiazdozbiorów kultur zachodniej, egipskiej, chińskiej, koreańskiej i innych.